# Oxira pacifica
Oxira pacifica är en fjärilsart som beskrevs av Charles Boursin 1943. Oxira pacifica ingår i släktet Oxira och familjen nattflyn. Inga underarter finns listade i Catalogue of Life.